# Vicente Guerrero 2.ª Sección
Vicente Guerrero 2.ª Sección es una ranchería del municipio de Jalpa de Méndez ubicado en la subregión centro del estado mexicano de Tabasco.

## Geografía
La localidad de Vicente Guerrero 2.ª Sección se sitúa en las coordenadas geográficas 18°08′07″N 93°05′40″O / 18.135278, -93.094444, a una elevación de 5 metros sobre el nivel del mar.

## Demografía
Según el Conteo de Población y Vivienda 2020, efectuado por el Instituto Nacional de Estadística y Geografía, la localidad de Vicente Guerrero 2.ª Sección tiene 740 habitantes, de los cuales 389 son del sexo masculino y 351 del sexo femenino. Su tasa de fecundidad es de 2.39 hijos por mujer y tiene 206 viviendas particulares habitadas.
| Gráfica de evolución demográfica de Vicente Guerrero 2.ª Sección entre 1970 y 2020 |
|                                                                                    |
| INEGI.                                                                             |